# Acido azelaico
L'acido azelaico è un acido dicarbossilico che inibisce al 90% l'enzima 5-alfa H-reduttasi, implicato nella sintesi degli androgeni.
È una sostanza naturale prodotta dalla Malassezia furfur (conosciuta anche come Pityrosporum ovale), un lievito presente sulle normali pelli.
Si trova naturalmente nel grano, nella segale e nell'orzo. 
È efficace contro varie malattie della pelle, per moderare l'acne, se applicato topicamente in una pomata con concentrazione del 20%. L'acido azelaico è anche utile per stimolare la crescita dei capelli.

## Produzione
L'acido azelaico è prodotto industrialmente dall'ozonolisi dell'acido oleico. Il prodotto secondario è l'acido nonanoico.

## Funzione biologica
Nelle piante, l'acido azelaico funge da segnale nelle risposte di difesa dopo l'infezione,  inducendo l'accumulo di acido salicilico, un componente importante della risposta difensiva di un vegetale.

## Proprietà
L'acido azelaico è:
- Antibatterico: riduce la crescita dei batteri nel follicolo (Propionibacterium acnes e Staphylococcus epidermidis);
- Cheratolitico e comedolitico: normalizza la crescita anomala delle cellule dell'epidermide, che foderano il follicolo;
- Combatte i radicali liberi e riduce l'infiammazione;
- Riduce la pigmentazione: esso è particolarmente efficace per i pazienti con la pelle molto scura, affetti da melasma, o per le lentiggini lasciate dall'acne.
- Non è tossico ed è ben tollerato dalla maggior parte dei pazienti trattati.

Dal momento che una soluzione al 20% di acido azelaico può essere irritante per la pelle, il suo uso dev'essere legato alla prescrizione medica.

## Usi dell'acido azelaico

### Trattamento dell'acne
L'acido azelaico è usato per trattare forme lievi o moderate di acne, sia l'acne comedonale che l'acne infiammatorio. Funziona in parte bloccando la crescita dei batteri della pelle che causano l'acne, e pulendo i pori della pelle.

### Perdita dei capelli
L'acido azelaico è utile come stimolante della crescita dei capelli. Una relazione su una ricerca effettuata da Stamatiadis nel 1988 suggeriva che l'acido azelaico (e sue combinazioni con ione zinco e vitamina B6) era una tipologia potente di inibitore del tipo I della 5-alfa-reduttasi (5-AR). L'enzima, 5-AR (in entrambi i tipi I e II) converte il testosterone in diidrotestosterone (DHT), che contribuisce all'ingrandimento della prostata (iperplasia prostatica benigna, BPH) ed al danneggiamento dei follicoli dei capelli.